# Krivij Rih-i nemzetközi repülőtér
A Krivij Rih-i nemzetközi repülőtér (IATA: KWG, ICAO: UKDR) Ukrajna egyik nemzetközi repülőtere, amely Krivij Rih közelében található. Éves utasforgalma 21 964 fő (2018).

## Futópályák
A repülőtér futópályái:
- 18/36 (2500 m, 42 m, beton)

## Forgalom
Az utasforgalom az elmúlt években az alábbi módon változott:
| Utasok száma | 761  | 1341 | 8958 | 32 504 | 21 964 | 21 329 | 2196 |
|              | 2014 | 2015 | 2016 | 2017   | 2018   | 2019   | 2021 |